# Androgen-bindendes Protein
Androgen-bindendes Protein (ABP) ist ein Glykoprotein (Beta-Globulin), das von den Sertoli-Zellen des Hodens produziert wird und die Androgene Testosteron, Dihydrotestosteron und Estradiol bindet. Es bindet diese Hormone im Ductus deferens und den Hodenkanälchen. Es hat die gleiche Aminosäuresequenz, wie das sexualhormon-bindendes Globulin, das für den Bluttransport verantwortlich ist, jedoch ist es anders glykosyliert.
Durch die Bindung werden die Hormone Testosteron und Dihydrotestosteron  weniger lipophil und können sich so in der Luminalflüssigkeit  der Hodenkanälchen anreichern. Hierdurch wird die Spermatogenese und Spermien-Reifung im Nebenhoden ermöglicht.